# Perissomastix fulvicoma
Perissomastix fulvicoma är en fjärilsart som beskrevs av Edward Meyrick 1921. Perissomastix fulvicoma ingår i släktet Perissomastix och familjen äkta malar.
Artens utbredningsområde är Zimbabwe. Inga underarter finns listade i Catalogue of Life.